# Siris (mitologia)
La dea Siris o Siras è una demonessa patrona della birra della mitologia mesopotamica, figlia di Ninkasi, anch'ella patrona della bevanda.
Secondo la mitologia mesopotamica, Siris è la madre di Anzû, divinità che assume la forma di un grande rapace dalla testa leonina in grado di sputare fuoco e acqua.